# Компьютерная химия
Компьютерная химия (математическая химия) — сравнительно молодая область химии, основанная на применении компьютерных методов и дискретной математики, прежде всего, теории графов и комбинаторики, к химическим задачам фундаментального и прикладного характера. Исходя из общего определения химии как науки о веществах и превращениях их в друг друга, можно сказать, что вещества (молекулы) моделируются в компьютерной химии молекулярными графами, а превращения веществ (химические реакции) — формальными операциями с графами. Такой подход в ряде случаев заметно упрощает алгоритмизацию химических задач, сводя их к типовым задачам комбинаторики и дискретной математики и позволяет искать решения с помощью компьютерных программ. При этом наряду со специальными программами в компьютерной химии могут применяться и универсальные программы: для работы с таблицами, математические программы (например, Maple или Mathematica) и т. д.

## Типовые задачи
В качестве примера типовых задач компьютерной химии можно назвать: поиск зависимостей типа «структура — свойство»; генерацию наборов химических структур, отвечающих заданным параметрам (составу, наличию функциональных групп и т. д.); перечисление всевозможных химических реакций между заданными реагентами (так называемый «компьютерный синтез») и т. д. Наряду с общими химическими задачами в компьютерной химии существует также большая группа узкоспециальных задач, тесно связанных с задачами химической информатики, например, задачи распознавания химических структур при обращении к химическим и физико-химическим базам данных. Эта группа задач в свою очередь тесно связана с проблемой изоморфизма графов.

## Методы
При решении задач компьютерной химии широко используются различные вычислительные методы и операции с топологическими индексами (инвариантами графов). В ряде случаев формально-логический подход расширяется химическими подходами, например, в дополнение к топологическим индексам, отражающим строение молекулы, используются электроотрицательности атомов в молекуле, отражающие состав вещества. Методы компьютерной химии часто используются в сочетании с методами квантовой химии, молекулярной механики и др. Для обработки результатов вычислительного эксперимента широко применяются методы математической статистики. В некоторых случаях для поиска решений применяются методы искусственного интеллекта.
Особую роль методы компьютерной химии играют в органической химии, что объясняется трудной формализуемостью последней, как по сравнению с другими естественными науками, например, с физикой, так и по сравнению с другими областями химии, например, с неорганической химией. Компьютерная химия имеет большое значение и для многих важнейших областей биохимических исследований, например, при решении задач типа «структура-фармакологическая активность», часто в таких исследованиях методы компьютерной химии дополняются методами моделирования, специфическими для молекулярно-биологических систем.

## История
В период становления и формирования в самостоятельную область новое научное направление нередко получает разные названия у разных авторов. Так произошло и с компьютерной химией: исторически закрепились два названия — «компьютерная химия» и «математическая химия». Так, один из научных журналов, оказавший значительное влияние на становление компьютерной химии, называется «Journal of Mathematical Chemistry». Однако название «математическая химия» представляется неудачным, если учесть, что многие области химии, сформировавшиеся задолго до появления компьютерной химии, изначально были основаны на математическом фундаменте, например, физическая химия, кинетика и катализ, квантовая химия. При том, что ряд основополагающих работ в компьютерной химии был выполнен во время ЭВМ первых поколений, развитие компьютерной химии стало возможным только с появлением современных компьютеров. Несмотря на то, что сегодня компьютеры используются практически во всех областях современной химии как для теоретических так и для экспериментальных исследований, именно компьютерная химия гораздо больше многих других областей химии зависит от уровня развития компьютерных технологий. Такая зависимость связана прежде всего со спецификой важнейших алгоритмов теории графов, многие из которых имеют экспоненциальную вычислительную сложность — теоретическая оценка времени, затраченного на исполнение алгоритма, является экспоненциальной функцией от размера графа, то есть от количества его вершин и ребер, или говоря общехимическим языком — от числа атомов и химических связей в молекуле.
С другой стороны, многие задачи химической информатики (Хемоинформатика), решаемые с помощью методов компьютерной химии, уже по своей постановке невозможны без использования компьютера, например, формирование и эксплуатация компьютерной базы данных по свойствам химических соединений. При этом сама хемоинформатика возникла задолго до появления компьютеров. Существуют зарекомендовавшие себя и ставшие классическими методы поиска по этим изданиям с применением всевозможных печатных указателей (авторского, предметного, формульного и т. д.), организуемые без привлечения аппарата компьютерной химии. Таким образом, в отличие от компьютерной химии, химическая информатика (Хемоинформатика), как и подавляющее большинство традиционных областей химии, основана на применении докомпьютерных технологий. В этом и заключается основное методологическое отличие компьютерной химии. С известной долей неточности можно утверждать, что если целью большинства химических исследований является установление некоторых химических закономерностей, то целью исследований в компьютерной химии является, как правило, некоторый алгоритм и реализующая его компьютерная программа, позволяющая искать химические закономерности, эксплуатация такой программы может проходить уже вне области компьютерной химии.